# 분비 단백질
분비 단백질(分泌蛋白質, 영어: secretory protein)은 세포에 의해서 분비되는(외분비, 내분비 모두 포함) 단백질이다. 분비 단백질에는 많은 호르몬, 효소, 독소 및 항균 펩타이드가 포함된다. 분비 단백질은 소포체에서 합성된다.

## 생성
분비 단백질의 생성은 다른 단백질과 같은 방법으로 시작된다. mRNA는 핵에서 생성되어 리보솜이 있는 세포질로 운반된다. 먼저 생성되는 부분인 N-말단은 소수성 곁사슬을 가지고 있는 6~12개의 아미노산으로 구성되어 있는 신호 서열을 포함하고 있다. 신호 서열은 세포질 단백질인 SRP(신호인식입자)에 의해 인식되며, 이는 번역을 중단시키고 mRNA-리보솜 복합체를 소포체 막에 있는 SRP 수용체로 운반하는 것을 돕는다. mRNA-리보솜 복합체가 소포체에 도착하면 신호 서열이 막의 단백질 전도 통로인 트랜스로콘으로 전달되어 새로 합성된 폴리펩타이드가 소포체 내부로 전위될 수 있게 한다. 리보솜으로부터 SRP의 해리는 분비 단백질의 번역을 이어서 계속 하도록 한다. 생성된 폴리펩타이드 사슬이 트랜스로콘을 통해 이동하는 동안 신호 서열이 제거되고 번역이 계속된다(동시번역 전좌).

## 변형
단백질 생성이 완료된 후에는 여러 다른 단백질들과 상호작용하여 최종적인 형태를 갖추게 된다.

### 소포체
번역 후에 소포체 내의 단백질들은 단백질이 올바르게 접혔는지를 확인한다. 첫 번째 시도 후 접힘이 실패하면 두 번째 접힘이 시도된다. 이것이 실패하면 단백질은 세포질로 내보내지고, 분해시키기 위해 표지된다. 단백질 접힘 외에도 당 사슬이 단백질에 첨가된다. 이러한 변화 후에 코팅 단백질인 COPII를 사용하여 코팅된 소포에 의해 단백질이 골지체로 운반된다.

### 골지체
골지체에서 당 사슬은 특정 당을 첨가하거나 제거함으로써 변형된다. 분비 단백질은 코팅되지 않은 소포에 의해 골지체를 떠난다.

## 분비
소포와 세포막의 세포질 쪽에 기능 영역이 있는 막 단백질은 소포가 세포막과 융합되도록 한다. 소포막은 세포막과 융합되어 단백질이 세포를 떠나게 된다. 일부 소포는 즉시 융합되지 않고 융합을 시작하기 전에 신호를 기다린다. 이것은 시냅스 이전 세포에서 신경전달물질을 운반하는 소포에서 볼 수 있다. 이 과정은 분비 세포로부터 표적 세포로의 막 소포의 이동을 통해 효과적인 세포-세포 신호전달 메커니즘을 갖추고 있다. 최근에 이 과정은 숙주-병원체 상호작용으로 확장되었고, 여기서 그람음성세균은 숙주 또는 표적 세포의 활성을 제어하고 이들 환경에 이용하기 위해 나노 크기의 소포의 세포외 배출을 통해 완전히 일치하는 신호 단백질과 독성 인자를 포함하는 세균성 외막 소포를 분비한다.

## 서열 데이터 및 관련 데이터베이스
유니프롯(UniProt)은 수동으로 큐레이트된 분비 단백질들을 포함하고 있다. 계산적으로 예측된 분비 단백질 데이터베이스도 있으며, 이러한 데이터베이스는 세크레톰 섹션에 리스트되어 있다.

## 같이 보기
- 세균성 외막 소포
- 세포외 배출
- 숙주-병원체 상호작용
- 막 소포 수송
- 분비
- 세크레톰
- 세크레토믹스